# Virginia García del Pino
Virginia García del Pino (Barcelona, España, 1966) es una directora y editora de cine española. Por sus obras recibió varios premios y se exhibieron en distintos festivales de cine y museos de arte.

## Trayectoria
Estudió Bellas Artes licenciándose en la especialidad.
Se dedicó como cineasta a los documentales, participando con sus películas en Festivales de cine y centros de arte contemporáneo. Y también sus creaciones fueron premiadas: El corto Lo que tú dices que soy fue reconocido con varios premios en 2008 y la película La 10a carta tuvo una nominación a los premios José María Forqué.
Participó del jurado de  los festivales de cine de Mar del Plata, Sevilla, In-Edit y l’Alternativa.

## Filmografía[modifica]
Directora:
- La estafa del amor (2023)
- Las niñas siempre dicen la verdad (corto, 2021)
- Improvisaciones de una ardilla (corto, 2017)
- Basilio Martín Patino. La 10a carta (2014)
- El jurado (2012)
- Sí señora (migmetraje, 2012)
- Espacio simétrico (corto, 2010)
- Mi hermana y yo (corto, 2009)
- Lo que tú dices que soy (corto, 2007)
- Hágase tu voluntad (corto, 2004)
- Duo (corto, 2003)
- Pare de sufrir (corto, 2002)